# Ancylostomia argyrophleps
Ancylostomia argyrophleps är en fjärilsart som beskrevs av Dyar 1914. Ancylostomia argyrophleps ingår i släktet Ancylostomia och familjen Crambidae. Inga underarter finns listade i Catalogue of Life.